# Aspekta
Aspekta AB är ett PR- och kommunikationskonsultbolag som arbetar med strategisk kommunikation för företag och organisationer. Bolaget är verksamt inom områdena samhälls- och finansiell kommunikation, corporate communications, public affairs samt kriskommunikation och medierelationer. År 2012 var Aspekta den tredje största leverantören av PR- och kommunikationstjänster till kommuner och landsting i Sverige.
Aspekta har sitt huvudkontor i Malmö och även kontor i Köpenhamn.

## Historia
Aspekta grundades 1994 av Magnus Dahl, som även är företagets VD, under namnet Dahl & Co Information AB. År 2000 blev Thomas Pålsson delägare. Företaget bytte namn 2001 till Aspekta och vann 2006 PR-branschtävlingen Spinn i B2B-kategorin. Samma år ansvarade Aspekta för BE Groups interna och externa kommunikation inför börsnoteringen. År 2008 passerade Aspekta 20 miljoner kronor i omsättning och blev det största PR- och kommunikationskonsultföretaget i Skåne. Den ekonomiska tillväxten nådde år 2011 en omsättning på 30,5 miljoner kronor i och med förvärvandet av ett 20-tal nya kunder. Sedan år 2010 ingår det danska bolaget Aspekta A/S i koncernen.

## Utmärkelser
Både 2011 och 2012 utsågs Aspekta till Årets byrå i kategorin medelstora PR-konsultföretag. Tävlingen anordnas av analysföretaget Regi i samarbete med bland andra Dagens Industri.